# Susan Band Horwitz
Susan Band Horwitz (geboren 1937 in Boston) ist eine US-amerikanische Biochemikerin und Molekularpharmakologin am Albert Einstein College of Medicine in New York City. Sie ist vor allem für ihre Beiträge zur Erforschung des Chemotherapeutikums Paclitaxel (Taxol) bekannt.

## Leben und Wirken

Strukturformel von Taxol

Horwitz studierte zunächst am Bryn Mawr College Biologie (Bachelor 1958) und erwarb 1963 bei Nathan O. Kaplan an der Brandeis University einen Ph.D. in Biochemie. Als Postdoktorandin arbeitete sie in den Abteilungen für Pharmakologie an der Tufts University, an der Emory University und am Albert Einstein College of Medicine. Hier ist sie seit 1970 Mitglied des Lehrkörpers und ist dort heute (Stand 2016) Rose C. Falkenstein Professor für Krebsforschung in der Abteilung für molekulare Pharmakologie.
Horwitz interessiert sich für Naturstoffe als Ausgangspunkte für neue Medikamente mit einer Wirksamkeit gegen Krebs. Über mehrere Jahrzehnte erforschte sie Wirkstoffe, die als Leitsubstanz für wichtige Chemotherapeutika dienen. So konnte sie wesentlich zur Aufklärung der Wirkmechanismen von Camptothecin, der Epipodophyllotoxine und von Bleomycin beitragen. Als wichtigste Leistung Horwitz’ wird die Aufklärung des Wirkmechanismus von Paclitaxel (Taxol) angesehen, einem Taxan, das in der Pazifischen Eibe (Taxus brevifolia) vorkommt. Weitere Arbeiten befassen sich mit der erworbenen Resistenz von Tumorzellen gegen bestimmte Medikamente, darunter Taxol (siehe Multiple Drug Resistance).
Horwitz ist seit 1960 verheiratet und sie ist Mutter von Zwillingen.

## Auszeichnungen (Auswahl)
- 1994 Mitglied der American Academy of Arts and Sciences[1]
- 2002 Präsidentin der American Association for Cancer Research[2]
- 2004 Warren Alpert Foundation Prize[3]
- 2005 Mitglied der National Academy of Sciences[4]
- 2006 Mitglied des Institute of Medicine
- 2006 Bristol-Myers Squibb Award[5]
- 2011 AACR Award for Lifetime Achievement in Cancer Research[6]
- 2013 Mitglied der American Philosophical Society[7]
- 2019 Canada Gairdner International Award[8]
- 2020 Szent-Györgyi Prize